# Marisa Rosato
Marisa Rosato (* 26. Februar 1967 in Venedig, Italien) ist eine deutsche Fotografin und Pop-Art-Künstlerin. Seit 2001 arbeitet sie als unabhängige Fotografin und Künstlerin.

## Ausbildung und künstlerischer Werdegang
Marisa Rosato legte ihr Abitur am Oberstufen-Kolleg Bielefeld ab und wurde dort von Gerd Hölscher unterrichtet. Von 1994 bis 2000 studierte sie an der Fachhochschule Bielefeld. Sie diplomierte 2000 bei Karl Martin Holzhäuser.
Rosato gewann 2001 den „Herforder Kunstpreis“ mit Ankauf der Arbeit Fragment durch Jan Hoet für die Sammlung des Museums MARTA Herford. Im selben Jahr gewann sie den Special Merit Award des „Canon Digital Creator Contest 2001“ in Tokio. Seit 2000 stellt sie im In- und Ausland aus.
Ihr animierter Kurzfilm „Wiedersehn“ lief 2009 auf dem Kurzfilmfestival Bambi & Löwenherz
2003 wurde sie in den Bund Bildender Künstler (BBK-OWL) aufgenommen, 2005 in den Bund freischaffender Fotodesigner (BFF) als
Junior-Mitglied.
In ihrer Diplomarbeit Die angehaltene Zeit bildet ein Fotoalbum aus den 1950er Jahren die Grundlage für eine konzeptionelle Auseinandersetzung mit den Themen Fotografie und Zeit. Die Diplomarbeit wurde 2001 zu einer Installation mit dem Titel Fragment erweitert und gewann 2001 den Herforder Kunstpreis. In der Installation geht es wie in Orson Wells Film Citizen Kane, der Teil der Installation ist, um die Bedeutung von Dingen in unserem Leben und über die Reflektionen gängigen Formen medialer Vergegenwärtigung von Vergangenheit.
Das Thema Zeit und Erinnerung ist auch Thema von Hybrid-Schnittstelle, die im Jahr 2001 einen Special Merit Award von Canon in Tokio erhielt. Digitalisierte Fotografien verlieren ihre zeitliche Bestimmung. Sie werden zu Fragmenten ohne zeitliche Zuordnung. Durch die Mugshot-ähnlichen Fotografien entsteht eine neue Sicht auf Altbewährtes, die sich von der herkömmlichen Perspektive unterscheidet.
In ihren Fotoarbeiten zeigt die Künstlerin in den Jahren 2003 bis 2007 dagegen inhaltlich definierte ästhetische Ideen, die stark von der Werbung und Pop-Kultur beeinflusst sind. Eine Reihe des Werkzyklus Face zeigt Abbildungen, die stark von der Unisex-Mode von Rudi Gernreich aus dem Jahr 1970 inspiriert sind. Diese Arbeit erhielt 2004 eine Anerkennungen beim „Canon Profashional Photo Award“ und beim Druckerei-Seltmann-Werbefotopreis „geschossen + gedruckt“. Sie wurde auf der Photokina, den Museen der Stadt Lüdenscheid, Shanghai Art Fair, Kreiskunstverein Gütersloh, Shutter Lounge Gallery for Photography Los Angeles und in der Kunsthalle Bielefeld ausgestellt.
Zwischen den Jahren 2000 und 2007 arbeitet Rosato überwiegend als Fotokünstlerin und Filmdesignerin. Thematisch basierte ihre Arbeit häufig auf dem Bereich Erinnerungsarbeit.
Im Jahr 2007 legte Rosato ihren künstlerischen Schwerpunkt auf die Malerei. Rund 100 „Pop Chimps“ entstanden als eine witzige Hommage an die Größen des Pop. Durch die Bildnisse hintersinniger Affenportraits, die den Brand-Namen „Pop Chimps“ tragen, transportiert Rosato stets das, was sie bewegt und anspricht. 2009 gab es dafür den Kunstpreis der Brauerei Herforder und eine Glasedition in einer Auflage  von 90.000 Stück. 2009 gesellten sich die „Baby Pop Chimps“ zu der bereits bestehenden Affenreihe. Im Juli 2010 stellte Rosato im rock'n'popmuseum Gronau aus. Hierzu entstand ein Can-Pop-Chimps-Affe mit Bezug auf das Museum, in dem das CAN-Studio eine zentrale Rolle spielt – nicht nur für die Musik der namensgebenden Band. Für die „1. Plakartive Bielefeld: Kunst.Stadt.Plakat.“ fertigte die Künstlerin ein großes Cop-Pop-Chimps-Affenplakat an, das den öffentlichen Raum, in dem die Ausstellung stattfand, in die Gestaltung des Bildes mit aufnahm.
2012 entstand das Projekt „Pop Ahoi“. Alte Gemälde und Verkehrsschilder treffen bei Pop Ahoi auf die Comic-Helden der eigenen Kindheit. Drucke und gemalte Szenen mit Comiccharakteren werden in Original-Landschaftsbilder und Verkehrsschilder eingebettet. Für Rosato  sind die Comicfiguren Helden ihrer Kindheit, denen sie denselben Tribut zollt wie ihren Helden aus ihrer Serie Pop Chimps.

## Filmographie
- 1999: „Rotation d“, Kurzfilmfestival „mach mit“, Universität Bielefeld
- 2007: Gütersloh „Kronenstuben 1976“, 20117 Galerie im Landesstudio WDR
- 2008: „Wiedersehn“, Kurzfilmfestival Filmkunstkino Bambi

## Auszeichnungen
- 2009: Kunstpreis der Brauerei Herforder, 1. Platz
- 2004: Canon ProFashional Photo Award
- 2004: Druckerei-Seltmann Werbefotopreis
- 2004: „Digit!“, „NoLimits“, Kalenderpreis für Fotografie
- 2004:„Canon ProFashional Photo Award“
- 2004: „Epson Digital Creators Contest“, Anerkennung,
- 2001: Canon Digital Creators Contest 2001, Tokyo, Special Merit Award
- 2001: Herforder Kunstpreis, 2001, 1. Platz „Druckerei-Seltmann Werbefotopreis“
- 2000: Schömberger Fotoherbst